# 運命の5王子
運命の5王子（うんめいのごおうじ）は、ゆでたまごの漫画『キン肉マン』に登場する架空の人物、
- キン肉マンスーパー・フェニックス
- キン肉マンゼブラ
- キン肉マンソルジャー→キン肉アタル
- キン肉マンビッグボディ
- キン肉マンマリポーサ

の5人を指す総称。『キン肉マン』のシリーズの1つである「キン肉星王位争奪編」において、主人公・キン肉マンとキン肉星の王位を賭け戦った。作中における「キン肉星王位継承サバイバル・マッチ」に出場する「王位継承候補者」という括りが成された場合は、本編内でキン肉マンも「運命の王子」の1人と見なされている。

## 概要
前シリーズ「夢の超人タッグ編」までの戦いで、キン肉マンの持つ潜在能力「火事場のクソ力」は成長を続け、その力は超人の神々にも届く勢いであった。神々の住む天上界に影響を及ぼすことを危惧した5人の邪悪の神たちは、キン肉マンがキン肉星の王位を継承してより影響を強めるのを阻むために、5人の王位継承候補者を独自に立てキン肉マンと争わせることを計画。5人はいずれも1960年4月1日、キン肉マンと同日同時刻に同じ病院で誕生しており、病院で起きた火災による混乱で子供の取り違えがあった可能性を根拠に継承権を主張した。
5人の継承候補者は、それぞれ邪悪の神が乗り移り力を貸すことで平凡なキン肉族の超人から変身を遂げ、「キン肉マン」の名を冠する新たな名称を邪悪の神から与えられる。いずれも、超人の神と同等の超人強度1億パワーを持つようになり、またキン肉マン同様に身体にキン肉族の証である「KINマーク」を持つ。各々が4名のチームメイトを率い、キン肉マンを含めた6チームで「王位継承サバイバル・マッチ」と呼ばれるチーム対抗トーナメントを戦った。
このシリーズの発想は「キン肉マンが複数いたら面白いかな」「もしキン肉マンが本当の王子じゃなかったら?」と、作者ゆでたまごが考えたことが発端。また病院で子供を取り違えるというアイディアは、ドラマ赤いシリーズがモチーフとなっている。
オメガ・ケンタウリの六鎗客編においてスーパー・フェニックス、ゼブラ、ビッグボディ、マリポーサが「運命の四王子」として再登場。かつて関わった邪悪の神たちから大魔王サタンやオメガ・ケンタウリの六鎗客について知らされ、六鎗客の行動を鎮圧すべくサグラダ・ファミリアに現れる。試合はマリポーサがヘイルマンに勝利し、続いてビッグボディがギヤマスターに勝利するが、ゼブラがマリキータマンに敗北し、最後にスーパー・フェニックスがオメガマン・アリステラに敗北し、二勝二敗で終了する。邪悪の神たちから超人たちを死滅させるために必要な108のカピラリアの欠片（ピース）の話も聞いていて、オメガ・ケンタウリの六鎗客編終盤で大魔王サタンとオメガの民を裏で扇動していた調和の神をリーダーとする超人殲滅派の神々が、地上に下天して超神として襲来したことを察知する。
オメガ・ケンタウリの六鎗客編の後の新シリーズでは、イタリア・ローマのコロッセオのリングでスーパー・フェニックスとビッグボディがタッグ「ゴッドセレクテッド」として超神イデアマンと超神ザ・ノトーリアスのタッグ「マイティハーキュリーズ」と対戦し、ゴッドセレクテッドがタッグ技「ゴッドブレス・リベンジャー」で勝利する。

## 知性チーム（フェニックスチーム）
1回戦で強力（ビッグボディ）、2回戦で残虐（ソルジャー）チームを破り、キン肉マンチームとサバイバルマッチの決勝を争った。チームメイトは正体を明かすまで白い装束を纏っていた。
- キン肉マンスーパー・フェニックス - 天才的な頭脳を持ちながら貧しさのために不遇な暮らしをしていた青年フェニックスマンに、知性の神が力を貸し生まれた超人。詳細はキン肉マンスーパー・フェニックスを参照。

チーム構成
| 1回戦                                     |                                  |                                    |                        |      |
| 先鋒                                      | マンモスマン                     | O-X （パワフル・ノーズブリーカー） | ペンチマン             | 先鋒 |
| 先鋒                                      | マンモスマン                     | O-X （ノーズ・フェンシング）       | レオパルドン           | 次鋒 |
| 先鋒                                      | マンモスマン                     | O-X （ゴースト・キャンバス）       | ゴーレムマン           | 中堅 |
| 先鋒                                      | マンモスマン                     | △ （両者KO）                       | キャノン・ボーラー     | 副将 |
| 次鋒                                      | キン肉マンスーパー・フェニックス | O-X （マッスル・リベンジャー）     | キン肉マンビッグボディ | 大将 |
| 準決勝                                    |                                  |                                    |                        |      |
| 先鋒                                      | サタンクロス                     | O-X （トライアングル・ドリーマー） | ザ・ニンジャ           | 先鋒 |
| 先鋒                                      | サタンクロス                     | △ （両者KO）                       | アシュラマン           | 次鋒 |
| 6人タッグ・キャプテン・ギブアップ・マッチ |                                  |                                    |                        |      |
|                                           | プリズマン                       | O-X （マッスル・リベンジャー）     | ブロッケンJr.          |      |
| マンモスマン                              | バッファローマン                 | O-X （マッスル・リベンジャー）     |                        |      |
| キン肉マンスーパー・フェニックス          | キン肉アタル                     | O-X （マッスル・リベンジャー）     |                        |      |
| 決勝                                      |                                  |                                    |                        |      |
| 先鋒                                      | サタンクロス                     | X-O （マッスル・スパーク）         | キン肉マン             | 先鋒 |
| 次鋒                                      | プリズマン                       | O-X （棄権）                       | キン肉マン             | 先鋒 |
| 次鋒                                      | プリズマン                       | △ （両者KO）                       | ラーメンマン           | 次鋒 |
| 中堅                                      | ジ・オメガマン                   | O-X （Ω・カタストロフドロップ）    | ジェロニモ             | 副将 |
| イリミネーション・ルーレット・マッチ      |                                  |                                    |                        |      |
|                                           | マンモスマン                     | X-O （マッスル・スパーク）         | ロビンマスク           |      |
| ジ・オメガマン                            | ネプチューンマン                 | X-O （マッスル・スパーク）         |                        |      |
| スーパー・フェニックス                    | キン肉マン                       | X-O （マッスル・スパーク）         |                        |      |

## 技巧チーム（ゼブラチーム）
準決勝でキン肉マンチームに敗れる。チームメイトは縞模様の装束をまとって登場した。入場時にパルテノンとバイクマンが正体を現した。
- キン肉マンゼブラ - 貧しい農民のパワフルマンに、技巧の神が力を貸し生まれた超人。詳細はキン肉マンゼブラを参照。

| 準決勝       |              |                                    |                          |      |
| 先鋒         | ザ・マンリキ | 無効試合                           | アレキサンドリア・ミート | 先鋒 |
| 先鋒         | ザ・マンリキ | X-O （パロ・スペシャル）           | ザ・ウォーズマン         | 先鋒 |
| 次鋒         | モーターマン | O-X （棄権）                       | ザ・ウォーズマン         | 先鋒 |
| 次鋒         | モーターマン | 無効試合                           | ザ・テリーマン           | 次鋒 |
| 次鋒         | モーターマン | X-O （キャメル・クラッチ）         | ラーメンマン             | 次鋒 |
| 中堅         | バイクマン   | X-O （九龍城落地）                 | ラーメンマン             | 次鋒 |
| 副将         | パルテノン   | O-X （チームメイト乱入により失格） | ラーメンマン             | 次鋒 |
| タッグマッチ |              |                                    |                          |      |
|              | パルテノン   | X-O （未完成マッスル・スパーク）   | ロビンマスク             |      |
| ゼブラ       | キン肉マン   | X-O （未完成マッスル・スパーク）   |                          |      |

## 真・残虐チーム（真・ソルジャーチーム）
- キン肉マンソルジャー - 戦場で銃弾に倒れた兵士ソルジャーマンに、残虐の神が力を貸し生まれた超人。しかし、チームメイトと共に富士山中でのトレーニング中にキン肉アタルに襲撃され、ナパーム・ストレッチで倒された上にマスクを奪われる。詳細はキン肉マンの登場人物#キン肉マンソルジャー（ソルジャーマン）を参照。

本来の残虐（ソルジャー）チーム・メンバーとして集められたのは以下の4人。出場前にソルジャーと共に富士山中でキン肉アタルに襲撃され、ナパーム・ストレッチで全員倒されている。 
- ヘビー・メタル
- ザ・ゴッド・シャーク
- ウールマン
- ブルドーザーマン

詳細はキン肉マンの登場人物を参照。本来ならシード権を得て準決勝から参加するはずだったが、上記の理由で不参加となり、キン肉アタルが「キン肉マンソルジャー」として別の4人のメンバーを集めて「残虐（ソルジャー）チーム」を名乗って参加した（後述）。

## 強力チーム（ビッグボディチーム）
1回戦で知性（フェニックス）チームと戦い、マンモスマンとフェニックスの2人にキャノン・ボーラーを除くすべてのメンバーが敗れた。チームメイトはリングに上がるまで、モトクロス風ヘルメットとアメフト風のスタイルに身を包んでいた。
- キン肉マンビッグボディ - 怪力を持つ開拓者ストロングマンに、強力の神が力を貸し生まれた超人。詳細はキン肉マンの登場人物#キン肉マンビッグボディ（ストロングマン）を参照。

| 1回戦 |                        |     |                                  |      |
| 先鋒  | ペンチマン             | X-O | マンモスマン                     | 先鋒 |
| 次鋒  | レオパルドン           | X-O | マンモスマン                     | 先鋒 |
| 中堅  | ゴーレムマン           | X-O | マンモスマン                     | 先鋒 |
| 副将  | キャノン・ボーラー     | △   | マンモスマン                     | 先鋒 |
| 大将  | キン肉マンビッグボディ | X-O | キン肉マンスーパー・フェニックス | 次鋒 |

## 飛翔チーム（マリポーサチーム）
1回戦でキン肉マンチームに敗れる。チームメイトが召集された際のスタイルはソンブレロにポンチョ姿。試合開始前に、マリポーサ以外の4人も正体を現した。
- キン肉マンマリポーサ - モクテスマ星で泥棒として生活していた盗っ人ジョージに、飛翔の神が力を貸し生まれた超人。詳細はキン肉マンマリポーサを参照。

| 1回戦 |                  |                                    |                          |      |
| 先鋒  | ザ・ホークマン   | X-O （キン肉ドライバー）           | キン肉マン               | 先鋒 |
| 次鋒  | ミスター・VTR    | X-O （超人絞殺刑）                 | キン肉マン               | 先鋒 |
| 中堅  | ミキサー大帝     | O-X （エルボードロップ）           | キン肉マン               | 先鋒 |
| 中堅  | ミキサー大帝     | X-O （バックドロップ）             | アレキサンドリア・ミート | 次鋒 |
| 副将  | キング・ザ・100t | O-X （チームメイト乱入により失格） | アレキサンドリア・ミート | 次鋒 |
| 副将  | キング・ザ・100t | △ （両者KO）                       | ザ・テリーマン           | 副将 |
| 大将  | マリポーサ       | X-O （ロビン・スペシャル）         | ロビンマスク             | 大将 |

## 運命の5王子以外のチーム

### 超人血盟軍
なりすましたキン肉アタルに集められて結成。「残虐チーム（ソルジャーチーム）」として準決勝からサバイバル・マッチに参加するが、知性（フェニックス）チームと戦って敗れた。
- キン肉アタル - 本物に成り代わって「キン肉マンソルジャー」として参加した。詳細はキン肉アタルを参照。

| 準決勝                                    |                        |     |              |      |
| 先鋒                                      | ザ・ニンジャ           | X-O | サタンクロス | 先鋒 |
| 次鋒                                      | アシュラマン           | △   | サタンクロス | 先鋒 |
| 6人タッグ・キャプテン・ギブアップ・マッチ |                        |     |              |      |
|                                           | ブロッケンJr.          | X-O | プリズマン   |      |
| バッファローマン                          | マンモスマン           | X-O |              |      |
| ソルジャー                                | スーパー・フェニックス | X-O |              |      |

### キン肉マンチーム
1回戦で飛翔（マリポーサ）、2回戦で技巧（ゼブラ）チームを破り、知性（フェニックス）チームとサバイバルマッチの決勝を争った。メンバーの入れ替わりが激しいため、参加したメンバーのみ記述する。
- キン肉マン（キン肉スグル）
- アレキサンドリア・ミート
- ザ・テリーマン
- ロビンマスク
- ザ・ウォーズマン
- ラーメンマン
- ジェロニモ
- ザ・サムライ→ネプチューンマン

詳細は各リンク先を参照。

## 註
1. ↑  中山基編「伝説超人インタビュー (3) ゆでたまご」『フィギュア王 No.119』ワールドフォトプレス、2008年1月30日、ISBN 978-4-8465-2701-3、57頁。